# Башкиров Андрій Миколайович
Андрі́й Микола́йович Башкіров (22 грудня 1903, Нижній Новгород, Російська імперія — † 3 лютого 1982, Москва, СРСР) — радянський хімік-органік, інженер-технолог.

## Біографія
Башкіров народився в Нижньому Новгороді. Закінчив Московський хіміко-технологічний інститут 1929 року. У 1934-1938 роках працював у Всесоюзному науково-дослідному інституті газу і штучного рідкого палива і в його Сибірському філіалі (Новосибірськ). У 1939-1947 роках працював в Інституті горючих копалин АН СРСР, з 1947 року - в Інституті нафти АН СРСР. З 1943 - завідувач кафедрою в Московському інституті тонкої хімічної технології. Член-кореспондент Академії наук СРСР (з 1958 року).

## Наукова діяльність
Основні роботи Башкірова А.М. відносяться до хімії і технології палива, і нафтохімічному синтезу. Один з піонерів отримання в СРСР штучного рідкого палива з оксиду вуглецю і водню. Розробив синтези на основі оксидів вуглецю і водню (із застосуванням залізних каталізаторів), вуглеводнів, вищих первинних спиртів, етилового спирту, алкіламінів тощо. Відкрив спосіб управління реакцією окиснення вуглеводнів, здійснив синтез вищих вторинних аліфатичних спиртів і розробив технологію цього виробництва, на основі якої в СРСР 1959 року вперше у світі було організовано промислове виробництво.

## Нагороди
- 1946 рік - нагороджений медаллю «За доблесну працю у Великій Вітчизняній Війні 1941-1945 років"
- 1948 рік - нагороджений медаллю "В пам'ять 800-річчя Москви"
- 1953 рік - нагороджений орденом Трудового Червоного Прапора
- 1953 рік - Президією АН СРСР присуджена премія за роботу "Одержання вищих жирних спиртів шляхом прямого окиснення парафінових вуглеводнів" (спільно з співавторами)
- 1967 рік - нагороджений Золотою медаллю ВДНГ СРСР за роботу "Отримання і освоєння синтезу вищих вторинних спиртів з парафіну з переробкою спиртів у мийні засоби"
- 1970 рік - нагороджений ювілейною медаллю «За доблесну працю в ознаменування 100-річчя від дня народження Володимира Ілліча Леніна»
- 1975 рік - нагороджений орденом Жовтневої революції за заслуги в розвитку радянської науки та у зв'язку з 250-річчям Академії наук СРСР
- 1975 рік - нагороджений ювілейною медаллю "Тридцять років перемоги у Великій Вітчизняній війні 1941-1945 рр."